# يوشع محمود
يوشع محمود (27 يوليو 1997 -)، ممثل سوري.

## حياته
وُلد يوشع في مدينة صافيتا بمحافظة طرطوس السورية، وفيها تلقى تعليمه حتى حصل على الشهادة الثانوية في عام 2014. التحق في العام التالي بكلية التربية الرياضية في جامعة تشرين، لكنه لم يُكمل سنته الدراسية الأولى. بعد ذلك، صارح عائلته برغبته في الالتحاق بالمعهد العالي للفنون المسرحية. وافقت العائلة بتحفظ، مشترطةً أنه في حال عدم قبوله من المحاولة الأولى، عليه التخلي عن هذه الفكرة نهائيًا.
استعدادًا لذلك، شارك يوشع في دورة إعداد ممثل استمرت خمسة أشهر بإشراف الفنانين أحمد الأحمد ووسيم قزق. وبالفعل، تقدم لاختبارات المعهد عام 2016 وقُبل من أول محاولة. تخرج من المعهد عام 2020، حيث كان مشروع تخرجه مسرحية الزير سالم من تأليف الكاتب المسرحي ألفريد فرج وإشراف الفنان حسن عويتي.
ظهر لأول مرة على شاشة التلفزيون في مسلسل بعد عدة سنوات عام 2021. لكن مشاركته في مسلسل كسر عضم شكّلت انطلاقة كبيرة له، حيث حقق شهرة واسعة من خلال تجسيده لشخصية "سومر"، أحد أبرز شخصيات العمل.
ومن زملائه في دفعته الممثلون حسن خليل، حسناء سالم، راما زين العابدين، علاء زهر الدين، علي إسماعيل، ويزن الريشاني.

## الأعمال

### المسرح
- 2018 : باص
- 2018 : نابولي مدينة مفتوحة
- 2020 : الزير سالم
- 2020: المهاجر
- 2021 : إبراهيم وصفية

### السينما
- 2022 : اللقطة الأخيرة

### الأعمال التلفزية
- 2021: بعد عدة سنوات.
- 2021: لأنها بلادي.
- 2022: كسر عظم.
- 2024: أغمض عينيك.
- 2025: العهد.